# 埃爾巴格萊
埃爾巴格萊是哥倫比亞的城鎮，位於該國西北部，由安蒂奧基亞省負責管轄，距離首府麥德林284公里，始建於1675年，面積1,563平方公里，海拔高度150米，2002年人口59,836。
7°35′39″N 74°48′43″W / 7.59417°N 74.8119°W